# 马泽轩
马泽轩（Bishop Henri Maquet, S.J. ，1843年11月30日—1919年12月23日），法国耶稣会士，天主教直隶东南代牧区宗座代牧。
1843年11月30日，马泽轩出生于法国盧瓦松河畔瑞維尼。1900年10月14日步天衢主教在庚子之乱平定后不久去世，1901年7月20日，57岁的马泽轩接任直隶东南代牧区宗座代牧。同年12月8日祝圣。1919年12月23日，年76岁，继任者是刘钦明主教（1919年-1936年）。